# Rolls-Royce RB.44 Tay
Rolls-Royce RB.44 Tay byl britský proudový motor ze 40. let. Šlo o zvětšenou verzi motoru Rolls-Royce Nene, která vznikla na požadavek firmy Pratt & Whitney. V britských sériových letounech se motor použití nedočkal, ale firma Pratt & Whitney jej vyráběla v licenci jako J48 a Hispano-Suiza jako Verdon.
Jedny z prvních motorů Tay během 50. let zkoušela Royal Aircraft Establishment (RAE) na letišti ve Farnborough v Hampshire na upraveném letounu Vickers Viscount.

## Varianty

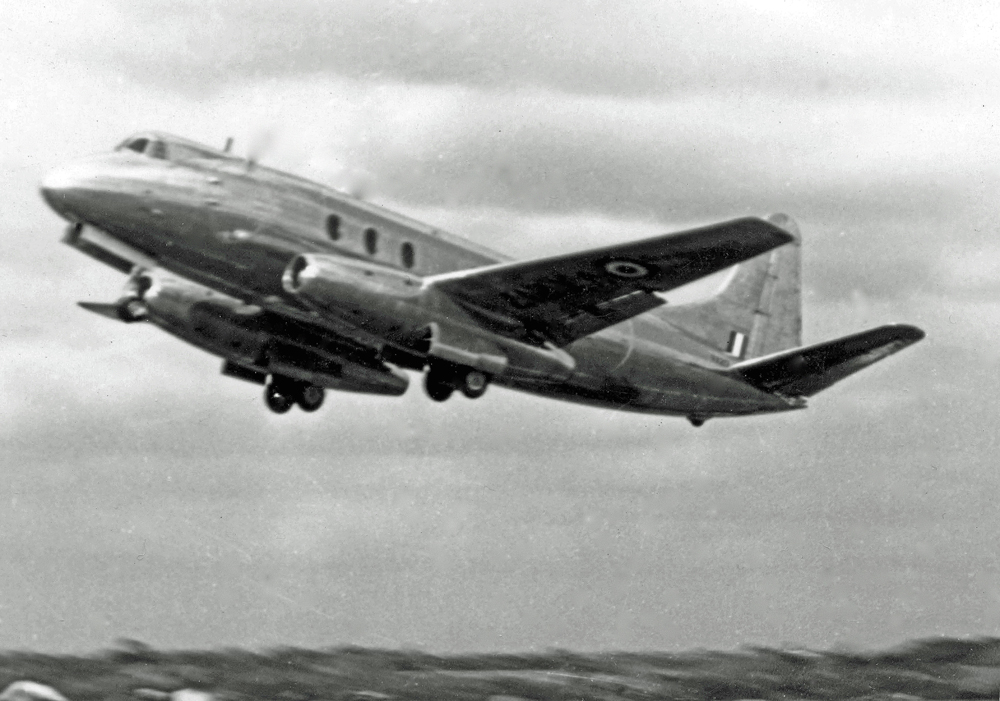
Motory Tay v roce 1950 na letounu Vickers Viscount

RB.44 TayVývoj motoru
Hispano-Suiza VerdonLicenční výroba ve Francii.
Pratt & Whitney J48Licenční verze vyráběná v USA.

## Specifikace (Hispano-Suiza Verdon 350)

### Technické údaje
- Typ: proudový motor
- Průměr: 1 270 mm
- Délka: 2 621 mm
- Hmotnost suchého motoru: 935 kg

### Součásti
- Kompresor: jednostupňový oboustranný radiální kompresor
- Spalovací komora: 9 trubkových
- Turbína: jednostupňová axiální
- Palivo:  AVTUR / JET-A1 / F-34

### Výkony
- Maximální tah: 7 710 lbf  (34 kN) při 11 000 ot./min.
- Celkový poměr stlačení: 4,9
- Průtok/hltnost vzduchu: 60 kg/s
- Měrná spotřeba paliva: 1,1 lb/(lbf h)
- Poměr tah/hmotnost: 3,74